# Mousikos Gymnastikos Syllogos Panserraïkos 2008-2009
Questa voce raccoglie le informazioni riguardanti il Mousikos Gymnastikos Syllogos Panserraïkos nelle competizioni ufficiali della stagione 2008-2009.

## Rosa
Fonte:
| N. |                                 | Ruolo | Calciatore              |
| -- | ------------------------------- | ----- | ----------------------- |
|    | Grecia (bandiera)               | P     | Anastasios Bantotakis   |
|    | Serbia (bandiera)               | P     | Radiša Ilić             |
|    | Grecia (bandiera)               | P     | Fotis Kipouros          |
|    | Grecia (bandiera)               | P     | Dimitrios Kottaras      |
|    | Grecia (bandiera)               | P     | Georgios Valsamakis     |
|    | Grecia (bandiera)               | D     | Aristeidīs Galanopoulos |
|    | Grecia (bandiera)               | D     | Dimitrios Gatekas       |
|    | Francia (bandiera)              | D     | Cyril Kali              |
|    | Grecia (bandiera)               | D     | Konstantinos Kallimanis |
|    | Brasile (bandiera)              | D     | Marco Aurélio           |
|    | Bosnia ed Erzegovina (bandiera) | D     | Ninoslav Milenković     |
|    | Grecia (bandiera)               | D     | Anastasios Papazoglou   |
|    | Grecia (bandiera)               | D     | Chrīstos Pipinīs        |
|    | Grecia (bandiera)               | D     | Giannis Voskopoulos     |
|    | Ghana (bandiera)                | C     | Mohammed Abubakari      |
|    | Togo (bandiera)                 | C     | Paul Adado              |
|    | Grecia (bandiera)               | C     | Dimitrios Anakoglou     |
|    | Turchia (bandiera)              | C     | Deniz Baykara           |

| N. |                          | Ruolo | Calciatore              |
| -- | ------------------------ | ----- | ----------------------- |
|    | Slovenia (bandiera)      | C     | Nastja Čeh              |
|    | Grecia (bandiera)        | C     | Angelos Digozis         |
|    | Argentina (bandiera)     | C     | Guillermo Hoyos         |
|    | Serbia (bandiera)        | C     | Aleksandar Mutavdžić    |
|    | Grecia (bandiera)        | C     | Georgios Papadopoulos   |
|    | Grecia (bandiera)        | C     | Georgios Siakkas        |
|    | Serbia (bandiera)        | C     | Bozidar Tadic           |
|    | Romania (bandiera)       | A     | Valentin Badea          |
|    | Guinea (bandiera)        | A     | Sambegou Bangoura       |
|    | Nuova Zelanda (bandiera) | A     | Kris Bright             |
|    | Croazia (bandiera)       | A     | Nino Bule               |
|    | Cipro (bandiera)         | A     | Georgios Georgiadis     |
|    | Grecia (bandiera)        | A     | Dimitrios Gourtsas      |
|    | Grecia (bandiera)        | A     | Giorgos Kolokoudias     |
|    | Grecia (bandiera)        | A     | Sotirios Konstantinidis |
|    | Grecia (bandiera)        | A     | Ioannis Papapostolou    |
|    | Grecia (bandiera)        | A     | Efthimios Sidiropoulos  |
|    | Burkina Faso (bandiera)  | A     | Patrick Zoundi          |